# 夏怜
夏怜（かれん、1月27日 - ）は、日本の女性声優。アップアンドアップス所属。埼玉県出身。血液型はAB型。

## 経歴
多摩美術大学卒。松井菜桜子が代表を務める声優事務所アップアンドアップス所属。以前はトリトリオフィスに所属していた。
かつては、麻宮騎亜プロデュースの声優ユニット「パラぷリュイ」のリーダーや、愛知県主催の総合ポップカルチャーイベント「ぽぷかる」キャラクター「エネミィ」の公式コスプレイヤー、ぽぷかる声優ユニット「秘密結社フローリス」のメンバー「華楓カレン」を務めた。
「パラぷリュイ」解散後は戸板優衣と二人だけのユニット「かれっと」を結成、現在まで活動継続中。
2016年9月から2019年6月まで、『松井菜桜子Presents 705R-FM』の番組内コーナーである『夏怜のホラールーム』（略称：かれこわ）でパーソナリティのみならず企画から台本まで担当していた。
2018年6月から2019年6月まで、読売テレビのプロデューサー諏訪道彦がパーソナリティを務める『諏訪道彦のスワラジ（文化放送・超!A&G+）』のアシスタントを務めた。

## 人物
- 小さい頃から好きなアニメを録音して、全ての役を一人で演じて遊んでいた。それを見た母親から「声優」という職業があることを教えてもらったのが声優に興味を持ったきっかけ。なお一番始めに録音したアニメは『もののけ姫』だったとのこと。
- ホラー映画鑑賞や心霊スポット巡りなどホラー好きを公言している。その趣味を活かして『松井菜桜子Presents 705R-FM』内コーナー『夏怜のホラールーム』では自ら台本も担当している。また『諏訪道彦のスワラジ』の木原浩勝ゲスト回では自らの心霊体験を披露していた。
- 小さい頃から短距離走が得意で、小学校から高校まで12年間リレーの選手をしていた。

## 出演

### 劇場アニメ
- ラブライブ!The School Idol Movie（2015年）

### アニメ
- ロックンおヨネ（文化庁委託事業 令和3年度アニメーション人材育成調査研究事業技術継承プログラム作品）（2022年、桜沢梅子[8]）

### Webアニメ
- 恐竜少女ガウ子（パイロット、Netflix版）（エリカ、カレン）[9][10]
- 千葉市消費生活センター　相談する勇気〜悪質商法に負けないぞ！〜（エリカ 役）
- 【TapNovel】防衛会議 - 誰が指令長官を殺したか（2023年、的山ミイコ[11]）【TapNovel】防衛会議 - 誰が指令長官を殺したか 第1話「事件は警報とともに」 - YouTube

### ゲーム
- リング☆ドリーム （桐咲真梨、桐咲愛音、福北ののり、ピオーネ鋼皇女、財前寺樵姫）
- アイコレ（北乃静留）
- メタルサーガ 〜荒野の方舟〜（サルーンガール）
- モンスター娘のいる日常オンライン（アヌラ、クイーン）
- プリンセスフィールド（丹羽出みひろ、多部戸瑠衣）
- コズミックブレイク ソラの戦団[12]
- かんぱに☆ガールズ（ノーマ・シーン[13]）
- ファイトリーグ（ニャニャコロビ[12]）
- ヘルプ!!!〜恋が丘学園おたすけ部（獅子内夏海）
- 都立水商!（渋崎茜、双江空子、エリザベータ・グラビティス）
- ルナクロニクルR（ガーナ、マーシュ）
- ガーディアン・プロジェクト（高雄、大井）
- ゲシュタルト・オーディン（マタ・ハリ）
- CODE:SEED -星火ノ唄-（マザー・シプトン、コロンブス、ファン・ゴッホ）
- 海腹川背 BaZooKa!（2020年、ルシーナ）[14]
- ライブ・ア・ヒーロー!（2020年、ヒトミ[15]、メリデ[16]、波音のヒトミ[17]）
- イリュージョンコネクト（2020年、アン[18]、ニフェル[19]）
- 創造ウェブブラウザRPGバースセイバー（2021年、FG-ゼロ[20]）
- かしおり（2021年、二色みる[21]）
- バッカニヤ（2023年、シーラ・フライ[22]）
- 箱庭開拓 ハムスターと太陽の里（2024年、エミ[23]）
- Staffer Case：超能力推理アドベンチャー（2025年、サイア・ベリフィン、リエン フィールド・アキンボ[24]）
- 鋼の戦騎ARMIS（2025年、エレナ・バレロ[25]）

### VRアトラクション
- VRお化け屋敷『呪刻教室』（島田知美 役）

### ラジオ
太字は出演中。※はインターネット配信。
- メビウス・リング・ユニバース※ アシスタントパーソナリティー
- 練馬放送インターネットラジオ『谷ちえ子の明日もハレルヤ』※（ゲスト）[26]
- 諏訪道彦のスワラジ（文化放送・超!A&G+）※ アシスタントパーソナリティー
- 『松井菜桜子Presents 705R-FM』内「夏怜のホラールーム」（略称「かれこわ」）※ パーソナリティー

### ラジオドラマ
- 705R-FM presents クリスマススペシャルドラマ 第一話「言い出せなくて」[27]／ 第二話「クリスマスの約束」[28]（2019年、中野葉子）
- 大河幻想ラジオドラマ「魔道祖師」（2020年、丁ちゃん[29]、子ども（金光瑤）[30]農家の女、婆さん[31] 2022年、蓮採りの女C[32]、少女C[33]、六[34]、蔵色散人[35]、町人A女、何素の母、遊女E[36]、2023年、金夫人、観客A女[37]、少女C[38]、婦人B[39]、幽霊D女[40]、藍氏少女[41]）

### オーディオドラマ
- ミッドナイトクライシス(第２部・第１話)「エクレシア・ドールズ part1」（2021年[42]）

### ドラマCD
- 下北沢南高等学校放送文化部[43]
- 恐竜少女ガウ子（エリカ）
- Fate/Prototype 蒼銀のフラグメンツ Drama CD & Original Soundtrack 1 -東京聖杯戦争-（居酒屋のアルバイト女子大生）[44]
- Fate/Prototype 蒼銀のフラグメンツ Drama CD & Original Soundtrack 5 -そして、聖剣は輝く-（來野母）[45]
- ドリームハンター麗夢『残夢の白百合』（リリー）
- ドリームハンター麗夢『首無しライダーVS首無し武者』（母、女学生）

### パチンコ
- Pキャプテン翼2020（青葉弥生[46]）
- パワフルガール（2023年、ナナちゃん[47]）
- Pフィーバー三国戦騎7500（2024年、町娘[48]）

### 公式コスプレイヤー
- 愛知県主催の総合ポップカルチャーイベント「ぽぷかる」キャラクター「エネミィ」

### Web番組
- ニコニコ生放送「声優ワークショップ」
- ニコニコ生放送「アップアンドアップス下克上」
- ニコニコ生放送「アイドルさんとアニメちゃんに会える国」
- ニコニコ生放送「金曜夜の赤坂アニメバラエティー」
- ニコニコ生放送「金曜夜の赤坂キャラクターバラエティー」
- オキクと六氣の敏感ジャック（2017年6月2日）
- 高橋美紀のおんぷの気持ち♪in アニメイトTV（第203回）
- 懐ぱちコレクション（Youtube アカギちゃんねる）ナビゲーター・御玉出杉はまり役（2019年3月～）
- TOKYO GAME SHOW2020公式番組「Efun新作情報番組（仮）[49]）」（2020年9月26日）
- イリュージョンコネクト リリース記念生放送[50]（2020年11月28日）

### 舞台
- 舞台 「猫の事務所」 （虎猫 役）
- ミュージカル「銀河鉄道の夜」
- 舞台 チェーホフ「桜の園」 （春山綾 役）
- ピープルシアター あうるすぽっと 日韓演劇フェスティバル 「ちゃんぽん」
- 表現塾リーディングシアター朗読劇「ホテル・アニヴェルセール」2015年9月12日 亀戸文化センター
- 松井菜桜子プロデュース アップアンドアップス 表現塾 2016年劇場公演「STORIES」2016年3月3日 亀戸カメリアホール
- 月刊朗読劇「声の魔法使いになりたくて」 2016年8月27日 アニメイト横浜店[51]
- 第2回月刊朗読劇「声の魔法使いになりたくて」2016年9月23日 アニメイト横浜店[52]
- 第3回月刊朗読劇「声の魔法使いになりたくて」2016年10月28日 アニメイト横浜店[53]
- 松井菜桜子プロデュース アップアンドアップス 2017年劇場公演「プロメテウスの贖罪」2017年1月24日 座・高円寺2

### 紙芝居口演
- 「くのいちせぶん」謎のくノ一・夏怜役（絵・作・大地丙太郎）2017年11月23日 伊賀上野NINJAフェスタin上野恩賜公園[54]

### その他コンテンツ
- プラネタリウム版『クレヨンしんちゃん』【星空と学校の七不思議だゾ！】[55]

## ディスコグラフィー

### 秘密結社フローリス
- 透明な夜に捧げる乙女の祝詞（マキシシングル）2016年2月17日発売

### メビウス・リング・ユニバース
- メビユニ・song portfolio（アルバム）2016年8月20日発売 パラぷリュイ、かれっとで参加

### かれっと
- 「睡れない夜に」（ドリームハンター麗夢ドラマCD『残夢の白百合』エンディング曲）
- 「霧の中に消えて」（ドリームハンター麗夢ドラマCD『首無しライダーVS首無し武者』エンディング曲）

### パワフルガール
- 「ナナイロ⭐︎じぇねれーしょん」（Pフィーバーパワフル）